# Cyclophora funginaria
Cyclophora funginaria är en fjärilsart som beskrevs av Achille Guenée 1858. Cyclophora funginaria ingår i släktet Cyclophora och familjen mätare. Inga underarter finns listade i Catalogue of Life.